# Rio Cerbu (Larga Mare)
O Rio Cerbu é um rio da Romênia, afluente do Larga Mare, localizado no distrito de Sibiu.